# Rummel (zbójnik)
Rummel – legendarny zbójnik grasujący w bardzo odległej przeszłości na obszarze Puszczy Miasteckiej, która była miejscem bardzo mrocznym ze względu na "gniazda zbójnickie, tym bardziej niebezpieczne, że rozbojem trudniła się także szlachta miastecka". 

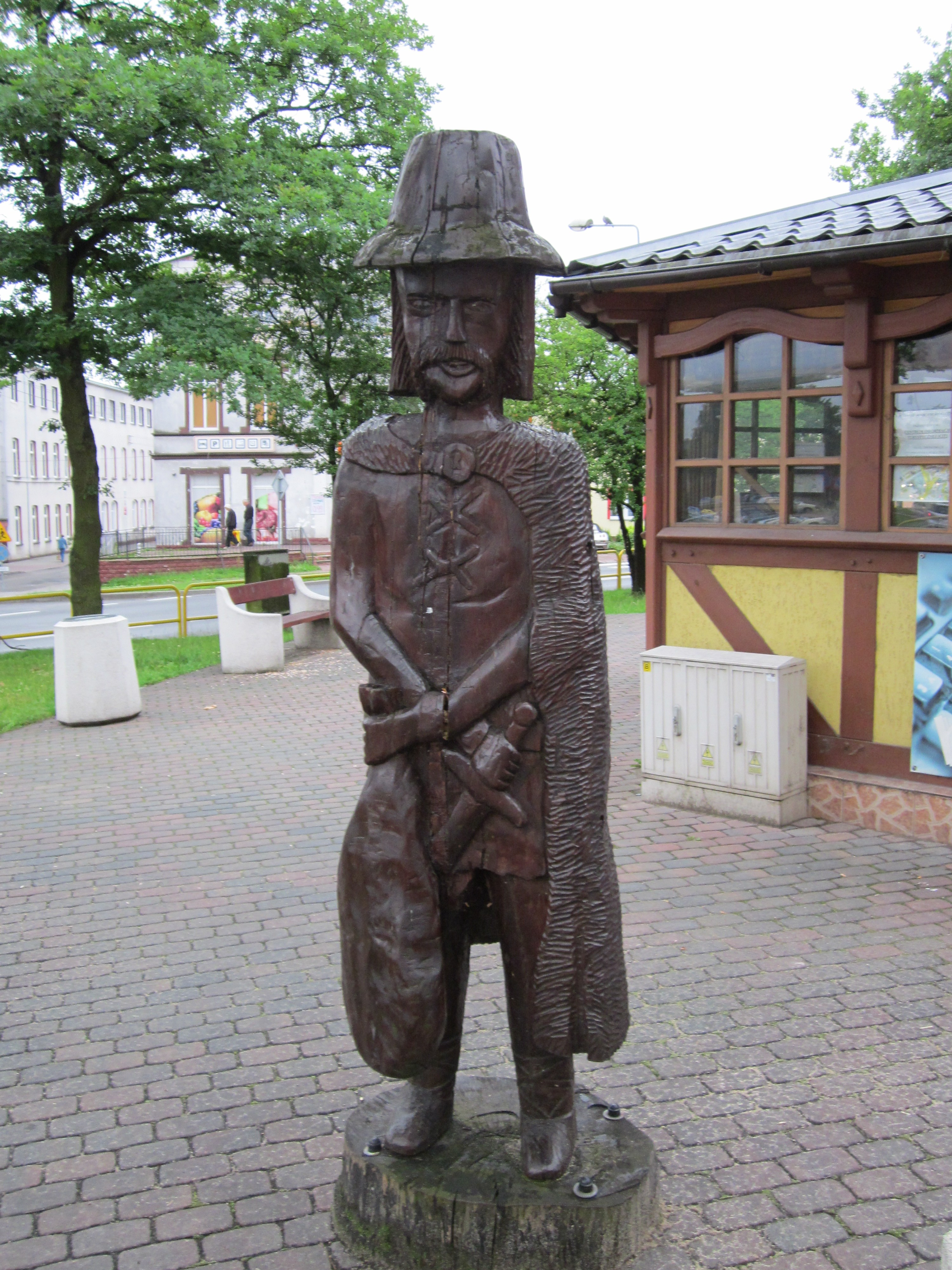
Rzeźba zbója Rummela w Miastku

Jak w wielu tego typu legendach zbójnickich, zbój Rummel łupił bogatych, a zdobyte w ten sposób środki rozdzielał wśród biedaków. Wśród innych zbójników wyróżniał się jednak tym, że ze zdobytych dóbr nie zostawiał dla siebie zupełnie niczego, a wręcz głodował i był bardzo chudy. Lokalny możnowładca z rodu Massowów postanowił uspokoić sytuację i dogadać się ze zbójnikiem. Powiedział mu, że może dostać tyle ziemi, ile objedzie na koniu w ciągu jednego dnia. Umowa została dotrzymana - Massowowie przekazali Rummlowi we władanie tyle, ile zdołał objechać od świtu do zmierzchu, czyli całą obecną ziemię miastecką. Jej stolicę nazwali na cześć dobrego zbója Rummelsburgiem (dzisiejsze Miastko). Rummel do śmierci pełnił tu rolę burmistrza.
Zbójnika upamiętnia lipowa figura w centrum Miastka, pustelnia w pobliskim lesie (Kraina Rummla), drewniany zajazd, a także pieniądz lokalny – dukat o nazwie Rummel, wybity w lutym 2009 roku przez miastecki Urząd Miejski. Ustawienie rzeźby Rummla w 2007 roku wzbudziło kontrowersje wśród mieszkańców miasta, zostało także oprotestowane przez Związek Żołnierzy Armii Krajowej i lokalnych polityków Prawa i Sprawiedliwości. Uważali oni, że promocja miasta poprzez postać zbójnika jest niemoralna i wiąże się z niemiecką przeszłością miejscowości – głównie tą z okresu II i III Rzeszy. Również leśnicy z Nadleśnictwa Miastko byli przeciwni nadaniu nazwy Kraina Rummla jednemu z obszarów leśnych wokół Miastka.